# Adrián Sáez
Adrián Sáez  de Arregui Egurrola (* 17. März 1986 in Araya) ist ein ehemaliger spanischer Radsportler.

## Karriere
Sáez wurde 2010 mit 23 Jahren Profi bei der baskischen Radsportmannschaft Orbea. Anschließend wechselte er 2012 zum Team Euskaltel-Euskadi, für das er den Giro d’Italia 2012 bestritt und auf Rang 156 beendete. Ende der Saison 2013 beendete er seine Karriere.